# (2192) Пятигория
(2192) Пятигория (лат. Pyatigoriya) — типичный астероид главного пояса, открыт 18 апреля 1972 года советским астрономом Тамарой Смирновой в Крымской астрофизической обсерватории и 1 марта 1981 года назван в честь города Пятигорска.

## Обнаружение и именование
(2192) Пятигория
Открыт 18 апреля 1972 года в Крымской астрофизической обсерватории Т. М. Смирновой.
Назван по случаю 200-летия города Пятигорска на Кавказе.
Оригинальный текст (англ.)2192 Pyatigoriya
Discovered 1972 Apr. 18 by T. M. Smirnova at the Crimean Astrophysical Observatory.
Named on the occasion of the 200th anniversary of the town Pyatigorsk, in the Caucasus.
Источник: M.P.C. 5849.

## Орбита

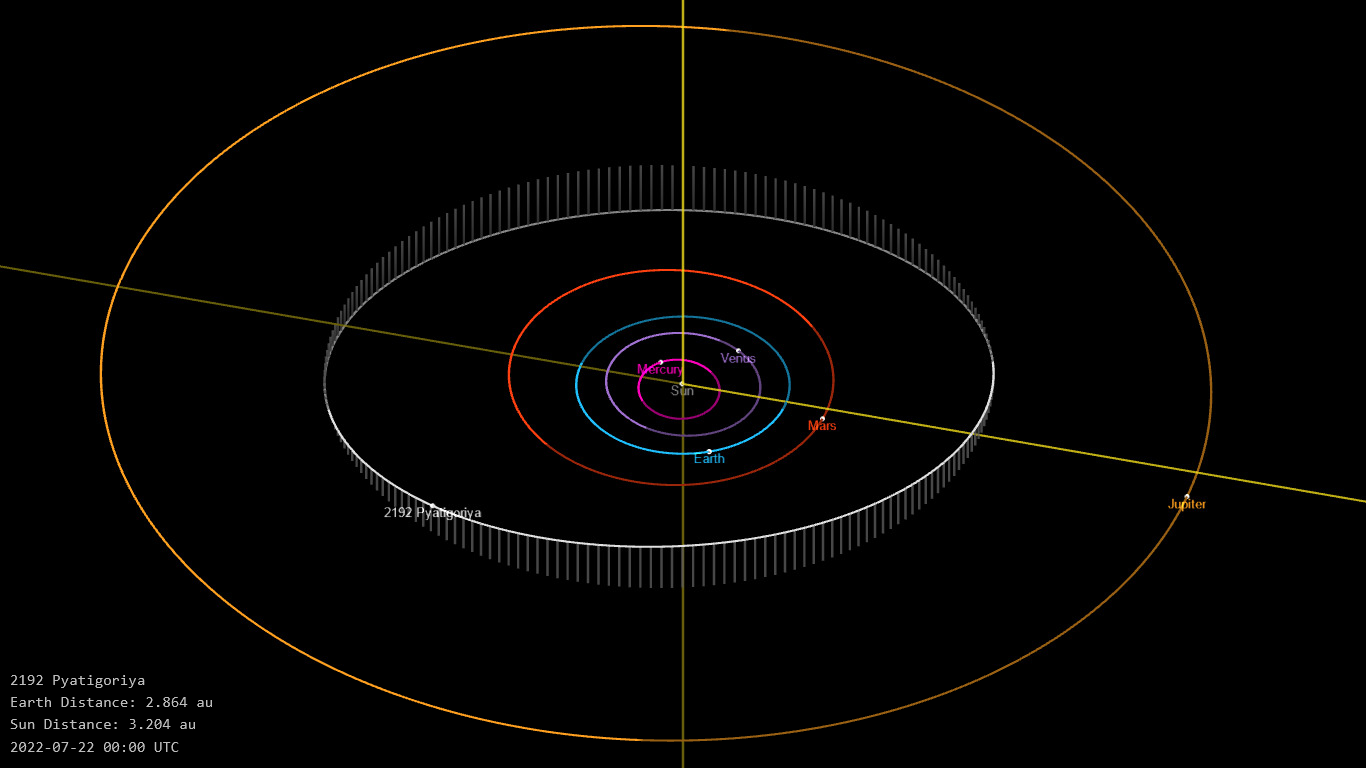
Орбита астероида Пятигория и его положение в Солнечной системе

## Физические характеристики
Астероид относится к таксономическому классу C.
По результатам наблюдений в видимом и ближнем инфракрасном диапазоне космического телескопа NEOWISE и наблюдений в инфракрасном диапазоне спутника Akari диаметр астероида сначала оценивался равным 29,217±0,305 км, позже — 29,03±0,64 км, 21,87±6,03 км, 29,217±0,305 км. Согласно тем же источникам альбедо оценивается как 0,0521±0,0094, 0,064±0,003, 0,08±0,04 и 0,052±0,009.